# Battaglia di Monastir
La battaglia di Monastir, o battaglia di Bitola, ebbe luogo durante la prima guerra balcanica, dal 16 al 19 novembre 1912, fra il Regno di Serbia e l'Impero ottomano presso la città di Monastir, oggi Bitola nella Macedonia del Nord, e si concluse con la vittoria delle truppe serbe.

## Antefatti
Dopo la vittoria nella battaglia di Kumanovo, l'esercito serbo non sfruttò il successo per inseguire immediatamente e sbaragliare definitivamente l'armata ottomana del Vardar del generale Zeki Pascià, preferendo piuttosto consolidare le conquiste ed occupare le fortificazioni abbandonate dagli ottomani. Ciò consentì agli ottomani di ritirarsi ordinatamente verso il sud della Macedonia e raggrupparsi a difesa del maggior centro abitato della regione, Monastir. La mancanza di un accordo con la Grecia sulla spartizione dei territori conquistati e il timore che la Macedonia meridionale cadesse sotto il controllo greco in contraddizione con gli accordi serbo-bulgari del marzo 1912, spinse la Bulgaria, impegnata nella corsa verso Salonicco, a chiedere ai serbi di occupare Monastir prima che lo potessero fare i greci, confidando sulla solidarietà slava da parte dei serbi e sulla garanzia russa al trattato d'alleanza serbo-bulgaro del marzo 1912. Richiesta che fu accolta favorevolmente dai serbi, dato che la conquista di Monastir avrebbe posto l'intera Macedonia occidentale sotto il loro controllo.
Dopo aver ripreso l'offensiva ed occupato Skopje il 27 ottobre, l'Alto comando serbo riorganizzò le proprie forze: la 2ª armata fu inviata in Tracia per partecipare all'assedio di Adrianopoli; alla 3ª armata fu affidato il compito di pacificare le regioni conquistate, eliminare i resti delle truppe irregolari albanesi e stabilire un corridoio di comunicazione con il Mare Adriatico; alla 1ª armata, l'8 novembre, fu ordinato di avanzare su Monastir su tre colonne: una colonna avanzò da nord-est lungo la direttrice di Štip e Kavadar, incontrando poca resistenza, mentre la ricognizione attuata dalla cavalleria copriva l'avanzata; la seconda colonna avanzò da nord-ovest lungo la direttrice di Tetovo e Kercevo; la terza colonna avanzò da nord verso Prilep. La distruzione delle ferrovie attuata dagli ottomani, insieme allo stato miserabile delle strade e alle abbondanti piogge, ostacolò l'avanzata delle artiglierie serbe e rallentò ogni supporto logistico. Gli ottomani avevano assegnato al V Corpo di Kara Said Pasha e al VII Corpo di Fethi Pascià il compito di eseguire operazioni di copertura per rallentare l'avanzata serba e consentire alle truppe ottomane di ripiegare in ordine su Monastir. Le forze della 1ª armata serba che avanzavano da nord-ovest e da nord si scontrarono, rispettivamente, col V Corpo nella battaglia di Prilep, fra il 3 e il 5 novembre, e col VII Corpo nella battaglia di Kirçova il 4 novembre: gli ottomani furono sconfitti e costretti a ritirarsi, ma la loro azione rallentò comunque l'avanzata serba e il V Corpo riuscì a infliggere pesanti perdite alla fanteria serba. Il ritardo nella ripresa dell'offensiva da parte dei serbi, consentì a Zeki Pascià anche di inviare parte del VI Corpo verso sud per contrastare la minaccia rappresentata dell'avanzata greca verso Florina: il 3 novembre la 16ª divisione ottomana lanciò con successo un attacco contro Baniçe e la 17ª divisione riuscì ad occupare Ekşisu; fra il 5 e 1l 6 novembre la 18ª divisione lanciò un terzo attacco su Soroviç, anche questo coronato dal successo (i tre scontri sono complessivamente noti nella storiografia turca come battaglia di Soroviç). Per il 7 novembre i greci erano stati respinti e la loro minaccia allontanata, almeno temporaneamente, da Monastir.

## Svolgimento
Intanto l'armata del Vardar consolidò le proprie unità e stabilì le posizioni difensive intorno a Monastir: il VI Corpo del generale Cavit Pascià, con (10270) uomini, fu schierato sul fianco sinistro; il VII Corpo, con non più di 8500 uomini al centro e il V Corpo con 15800 uomini sul fianco destro; lo schieramento turco, che era completato dalle divisioni indipendenti Kochana e Giannina, dalla cavalleria (1300 uomini) e dall'artiglieria (che aveva a disposizione solo 100 cannoni), era in assoluta inferiorità numerica rispetto alla 1ª armata serba che poteva contare su circa 108500 uomini. Il piano di battaglia ottomano prevedeva di mantenere le posizioni difensive al centro e a destra, con le forze schierate sulle alture immediatamente a nord della città, per poi attaccare col VI Corpo dalle alture di Oblakovo, a nord-ovest della città, aggirando il fianco destro serbo.
I combattimenti iniziarono la mattina del 16 novembre con uno scambio di fuoco d'artiglieria, poi la fanteria serba si lanciò all'attacco delle posizioni ottomane: alcune unità serbe attaccarono senza supporto d'artiglieria, poiché il fango e la pioggia ne avevano ostacolato il trasporto lungo la strada da Prilep. Per due giorni, il terreno difficile e il fuoco dell'artiglieria ottomana riuscirono a bloccare gli attacchi serbi. Ma alla sera del 17 novembre, i serbi diedero una svolta al corso della battaglia riuscendo ad occupare le alture di Oblakovo. Il giorno successivo, l'arrivo dell'artiglieria pesante consentì ai serbi di distruggere le batterie ottomane e di avanzare con la fanteria spingendo oltre il fianco sinistro dello schieramento ottomano. Ciò causò la disgregazione del fronte ottomano e lo sbandamento dell'intera armata del Vardar.
Quando la battaglia di Monastir ebbe termine, gli ottomani avevano subito 1000 morti e 2000 feriti, mentre i serbi avevano avuto 539 morti, 2121 feriti e 329 dispersi. Inoltre, i serbi fecero prigionieri 5600 ottomani e circa 5000 soldati ottomani della riserva (Redif) disertarono, probabilmente per ritornare alle loro abitazioni. Dei resti delle truppe ottomane, circa 15000 uomini del V Corpo, guidati da Zeli Pascià, si unirono alla guarnigione di Giannina, contribuendo alla difesa della guarnigione contro i greci. Altri 16000 soldati, appartenenti al VI e al VII Corpo e al comando di Fethi Pascià, entrarono nella regione di Berat in Albania, contribuendo con la loro presenza a impedire l'intervento in Albania delle grandi potenze.

## Conseguenze
Con l'occupazione di Monastir, il 19 novembre, i serbi controllavano tutto il sud-ovest della Macedonia (compresa la storica e simbolicamente importante città di Ohrid, occupata dalla cavalleria il 22 novembre) ed avevano posto definitivamente fine a cinque secoli di dominio ottomano. L'opinione pubblica serba avrebbe voluto che l'avanzata della 1ª armata continuasse verso Salonicco attraverso la valle del Vardar, ma il timore di un possibile intervento dell'Austria-Ungheria (contraria a che la Serbia acquisisse uno sbocco sul mare) e la presenza di truppe greche e bulgare già in Salonicco, consigliarono al capo di stato maggiore dell'esercito serbo, Radomir Putnik, di desistere da ogni iniziativa in merito.